# Papoušek zlatoperý
Papoušek zlatoperý (Leptosittaca branickii) nebo též papoušek podhorní je jediným papouškem z monotypického rodu Leptosittaca.

## Výskyt
Papoušek zlatoperý se vyskytuje v Kolumbii, jihozápadním Ekvádoru a středním Peru na východním svahu And. Obývá vlhké a teplé lesy umístěné ve výšce nad 2 500 metrů nad mořem, potravu vyhledává ještě ve vyšších polohách, na noc se ale přemisťuje do nižších poloh.

## Popis
Papoušek zlatoperý v dospělosti dorůstá včetně ocasu délky 35 cm, jde tedy o středně velkého papouška. Vzhledově se podobá aratingům. Je převážně zelený; kolem oka prochází typický žlutý pruh mezi zobákem a temenem, který je u zobáku spíše oranžový, břicho je oranžové, podbřišek zelený a spodní část ocasu tmavě oranžová. Běháky a zobák jsou tmavě šedé, kolem oka se nachází výrazný bílý oční kroužek, duhovka je nevýrazná a tmavě hnědá.

## Ohrožení
Papoušek zlatoperý se vyskytuje velmi sporadicky a není běžné jej ve volné přírodě spatřit. Je ohrožen ztrátou životního prostředí, kterou způsobuje kácení vysokohorských lesů pro zemědělské účely. Současná volně žijící populace se odhaduje na přibližně tisíc jedinců, přičemž jejich počet stále klesá, přesto je papoušek zlatoperý podle červeného seznamu IUCN klasifikován jako málo dotčený taxon.